# Arquivo Público e Histórico Amadio Vettoretti
O Arquivo Público e Histórico Amadio Vettoretti é um arquivo localizado na cidade de Tubarão, Santa Catarina. Foi criado oficialmente em julho de 1990, através da Lei nº 1.463/90. Começou a ser constituído em 1986, quando o então prefeito de Tubarão Miguel Ximenes de Mello Filho propôs ao professor e funcionário da prefeitura Amadio Vettoretti a missão de pesquisar profundamente a história de Tubarão.
Recebeu contribuições da Câmara de Vereadores e da Prefeitura, além de conseguir materiais junto ao Arquivo Público do Estado de Santa Catarina. Passou a receber documentos, como o acervo do Cartório Cabral, livros do fundo judiciário, contribuições de várias pessoas, jornais e outros documentos.
Filiado ao Conselho Nacional de Arquivos (Conarq), sua missão institucional é "receber, manter e preservar o acervo arquivístico da cidade, de origem pública e privada, e difundir o acesso a esses documentos."
Em 2013 o arquivo recebeu o nome de seu idealizador, tutor e uma das pessoas que mais lutou para que o local tivesse a importância e o porte que tem hoje, o historiador Amadio Vettoretti. Atualmente, o arquivo é o maior e mais organizado da região sul do estado, e um dos mais importantes de Santa Catarina.

## Galeria

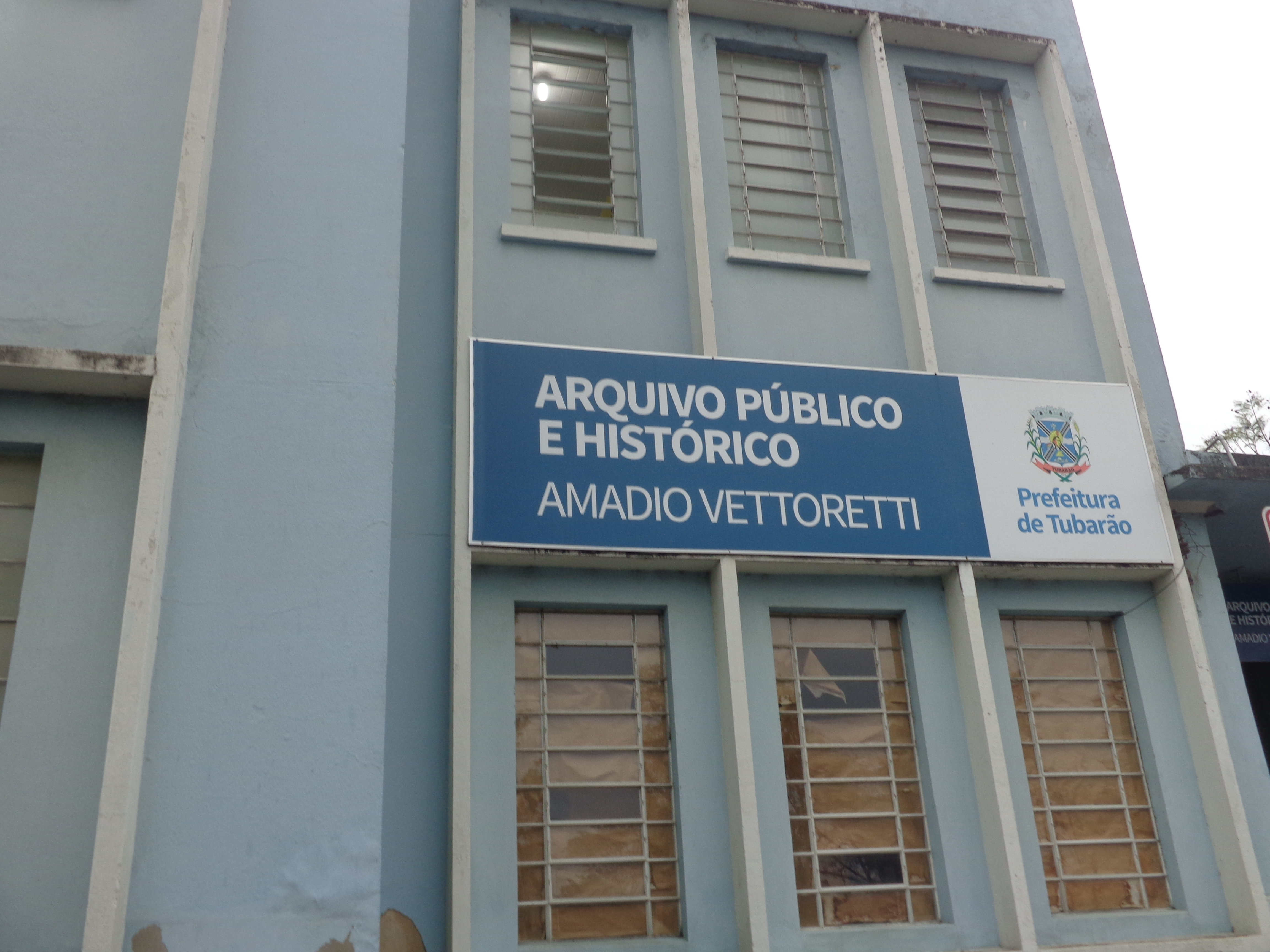
Identificação na entrada do Arquivo Público]
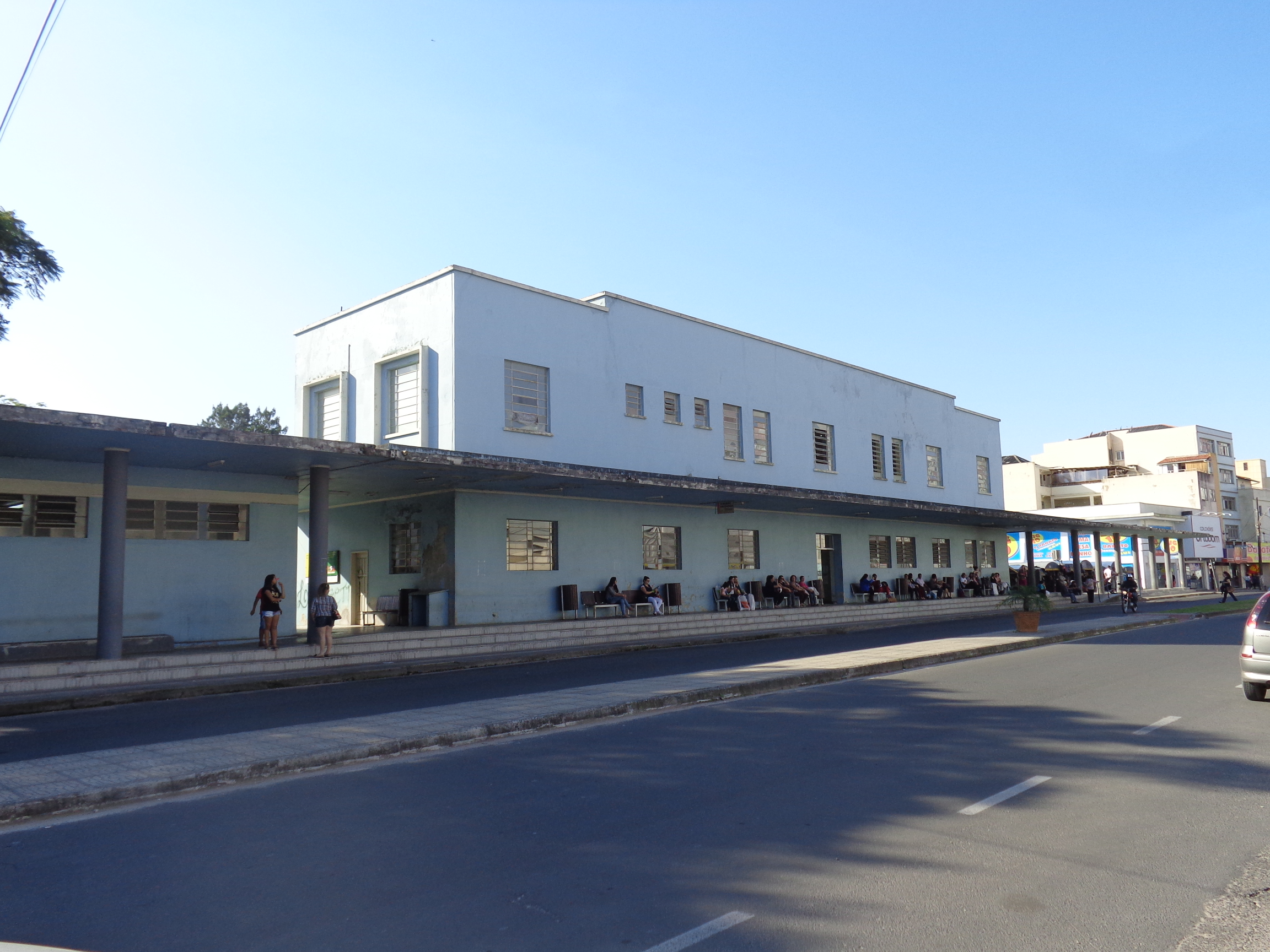
Antiga Estação Piedade da Estrada de Ferro Donna Thereza Christina, Tubarão, Santa Catarina. Em seu andar superior está localizado o Arquivo Público e Histórico Amadio Vettoretti
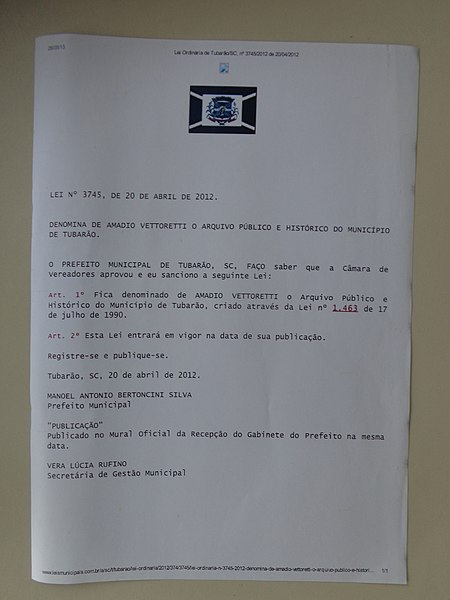
Lei 3745, denominando Amadio Vettoretti o Arquivo Público de Tubarão